# Concepción del Uruguay
Concepción del Uruguay è una città dell'Argentina situata nella provincia di Entre Ríos, sulla riva occidentale del fiume Uruguay, a circa 320 chilometri da Buenos Aires. Ricca di antichi monumenti, spesso è detta La Histórica ("La Storica") per via della sua partecipazione al processo di formazione della nazione argentina.

## Storia
La città fu fondata il 25 giugno 1783 da Tomás de Rocamora per conto di Juan José de Vértiz y Salcedo, viceré del Río de la Plata, come Villa de Nuestra Señora de la Inmaculada Concepción del Uruguay. Dopo lo scoppio della Rivoluzione di Maggio a Buenos Aires nel 1810 Concepción del Uruguay fu la prima città ad aderire alla causa indipendentista. Il 28 marzo 1814 una squadra della marina realista sconfisse la flottiglia locale nella battaglia di Arroyo de la China. Nello stesso anno, durante l'Assemblea Generale Costituente, il generale Gervasio Antonio de Posadas proclamò Concepción del Uruguay capitale della neo-costituita provincia di Entre Ríos. I delegati della città tuttavia non presero parte al Congresso di Tucumán del 1816 in segno di protesta contro il sostegno fornito dal Direttorio all'invasione luso-brasiliana della Banda Oriental. Il 29 giugno 1815 il generale José Gervasio Artigas, eroe nazionale uruguaiano, convocò in città il primo congresso indipendentista conosciuto come Congreso de Oriente. Nel 1820 la città divenne capitale dell'effimera Repubblica di Entre Ríos. Nel 1883 la capitale della provincia fu definitivamente trasferita da Concepción del Uruguay a Paraná. Il 30 giugno 1887 la città fu raggiunta dalla linea ferroviaria General Urquiza.

## Monumenti e luoghi d'interesse
- Palacio San José, vecchia residenza personale del caudillo Justo José de Urquiza, è situato a 23 chilometri dall'abitato.
- Basilica dell'Immacolata Concezione, ricostruita nelle attuali forme nella metà del XIX secolo. Ospita al suo interno il mausoleo che custodisce le spoglie di Urquiza. Fu proclamata monumento nazionale nel 1942.

## Cultura

### Istruzione

#### Musei
- Casa-Museo "Delio Panizza"
- Museo Storico Evocativo del Collegio dell'Uruguay
- Museo Andrés García
- Museo Provinciale di Disegno e Incisione "Artemio Alisio"
- Museo delle Culture Aborigene "Yuchán"

#### Università
Concepción del Uruguay ospita quattro università, tre pubbliche (due nazionali e una provinciale) e una privata:
- Università Tecnologica Nazionale
- Università Nazionale di Entre Ríos
- Università Autonoma di Entre Ríos

## Economia
Oggi la città è attiva nei settori dell'industria navale, del legno, cantieristica e nell'amministrazione statale, nonché nel settore secondario (pollame). Il Dipartimento di Uruguay produce il 47% del pollame dell'intera Argentina, mentre Concepción del Uruguay, Gualeguay e Colón esportano l'85% del pollame argentino.

## Infrastrutture e trasporti
La principale via d'accesso a Concepción del Uruguay è la strada nazionale 14, l'arteria di comunicazione che attraversa le province di Entre Ríos, Corrientes e Misiones e giunge sino alla frontiera con il Brasile.